# Emplasmen Aek Nabara
Emplasmen Aek Nabara is een bestuurslaag in het regentschap Labuhan Batu van de provincie Noord-Sumatra, Indonesië. Emplasmen Aek Nabara telt 3565 inwoners (volkstelling 2010).